# Grupo Preferente
El Grupo Preferente es un conglomerado español de prensa turística. Está presente, además de en España, en países como República Dominicana y Cuba, y su información se distribuye en todos los soportes. Fundado en 1988, tiene su sede en Palma de Mallorca. Las principales cabeceras del grupo son la revista Preferente, los digitales turísticos preferente.com, en España, y arecoa.com, para Latinoamérica, así como la productora KBA producciones y la emisora Radio Bellver. El grupo también ha editado "La Gran Enciclopedia del Turismo Español". Organiza foros con los personajes más relevantes de la industria del Turismo. Cuenta con ediciones especiales en alemán e inglés.

## Historia
Los inicios del grupo datan de 1988 con el lanzamiento de la revista Desarrollo. Su expansión continuó con la publicación Preferente y la implantación en las principales zonas turísticas de América. Desde el año 2003 el grupo se ha orientado hacia la prensa digital y hacia el ámbito audiovisual, aunque siempre con el Turismo como especialidad.